# F. Tennyson Jesse
Fryniwyd Tennyson Jesse, född 1 mars 1888, död 6 augusti 1958, var en brittisk författare. Han var från 1918 gift med författaren H.W. Harwood.
F. Tennyson Jesse studerade först konst, var journalist i London och skrev litterär kritik i English Review och Times Literary Supplement. Hon utgav från 1913 en rad romaner och novellsamlingar samt böcker av icke skönlitterärt innehåll, bland annat Beggars on horseback (1915), Secret bread (1917), Murder and its motives (1924), Tom Fool (1926, svensk översättning 1927), Moonraker (1927, svensk översättning Piratbriggen, 1929), Many latitudes (1928), The lacquer lady (1929), The solange stories (1931), A pin to see the peepshow (1934), Sabi pas; or I don't know (1935), Act of God (1937), London front (1940) och While London burns (1942), de två snare tillsammans med sin make, och The story of Burma (1946). Tillsammans med maken skrev hon även skådespel såsom The mask, The pelican och How to be healthy though married.